# Tali-Felo (Ort)
Tali-Felo (Talifelo) ist eine osttimoresische Siedlung im Suco Edi (Verwaltungsamt Maubisse, Gemeinde Ainaro). Sie befindet sich im Südwesten der Aldeia Tali-Felo, auf einer Meereshöhe von 1589 m. Der Nordgrenze der Aldeia folgt grob die Überlandstraße von Maubisse nach Turiscai. Eine Abzweigung führt durch den Westen von Tali-Felo, an der auch das Dorf liegt. Weiter nördlich befindet sich in der Aldeia eine weitere Siedlung. Die restliche Besiedlung der Aldeia besteht vor allem aus einzeln oder in kleinen Gruppen zusammenstehenden Gebäuden weiter östlich. Südwestlich liegt das Dorf Lobibo.